# Barranc del Xorquet
El Barranc des Xorquet és petit abric situat a la partida de Bijauca, terme de Tàrbena a la Marina Baixa. L'abric té 5 metres de llarg i 6 de profunditat. En l'indret, hi ha una representació d'art esquemàtic. Es tracta d'una figura de forma rectangular, amb els angles arrodonits, dins de la qual hi ha barres de diferent grossor.
Està inclòs en el conjunt d'Art rupestre de l'arc mediterrani de la península Ibèrica declarat Patrimoni de la Humanitat per la UNESCO en el 1998.